# Southern Pacific Transportation Company

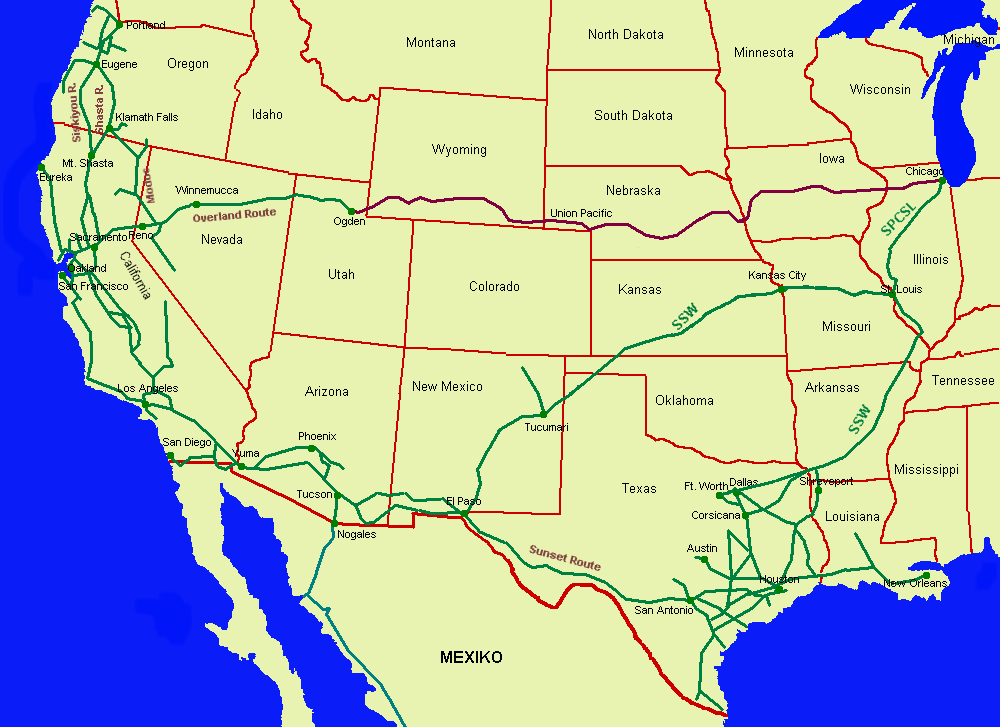
Az SP vonalhálózata 1988 előtt

A Southern Pacific Transportation Company (Reporting mark: SP vagy Espee a vasúti kezdőbetűkből - SP) egy amerikai I. osztályú vasúttársaság volt, amely 1865-től 1996-ig létezett, és nagyrészt az Amerikai Egyesült Államok nyugati részén működött. A rendszert különböző társaságok üzemeltették Southern Pacific Railroad, Southern Pacific Company és Southern Pacific Transportation Company néven.
Az eredeti Southern Pacific 1865-ben földtulajdonosi társaságként indult. A Southern Pacific utolsó inkarnációja, a Southern Pacific Transportation Company 1969-ben alakult, és átvette a Southern Pacific rendszer irányítását. A Southern Pacific Transportation Company-t 1996-ban a Union Pacific Corporation felvásárolta, és egyesítette a Union Pacific Railroaddal.
A Southern Pacific öröksége kórházakat alapított San Franciscóban, Tucsonban és Houstonban. Az 1970-es években távközlési hálózatot is alapított, amely a legmodernebb mikrohullámú és optikai szálas gerinchálózattal rendelkezett. Ez a távközlési hálózat a Sprint része lett, egy olyan vállalaté, amelynek neve a Southern Pacific Railroad Internal Networking Telephony rövidítéséből származik.

## Vállalati tisztviselők

### Elnökök
- Timothy Guy Phelps (1865–1868)
- Charles Crocker (1868–1885)
- Leland Stanford (1885–1890)
- Collis P. Huntington (1890–1900)
- Charles Melville Hays (1900–1901)
- E. H. Harriman (1901–1909)
- Robert S. Lovett (1909–1911)
- William Sproule (1911–1918)
- Julius Kruttschnitt (1918–1920)
- William Sproule (1920–1928)
- Paul Shoup (1929–1932)
- Angus Daniel McDonald (1932–1941)
- Armand Mercier (1941–1951)
- Donald J. Russell (1952–1964)
- Benjamin F. Biaggini (1964–1976)
- Denman McNear (1976–1979)
- Alan Furth (1979–1982)
- Robert Krebs (1982–1988)
- D. M. "Mike" Mohan (1988–1993)
- Edward L. Moyers (1993–1995)
- Jerry R. Davis (1995–1996)

### A Végrehajtó Bizottság elnökei
- Leland Stanford (1890–1893)
- (üres 1893 és 1909 között)
- Robert S. Lovett (1909–1913)
- Julius Kruttschnitt (1913–1925)
- Henry deForest (1925–1928)
- Hale Holden (1928–1932)

### Az igazgatótanács elnökei
- Henry deForest (1929–1932)
- Hale Holden (1932–1939)
- (A pozíció nem létezett 1939 és 1964 között)
- Donald J. Russell (1964–1972)
- Benjamin F. Biaggini (1976–1982)
- Denman K. McNear (1982–1988)
- Edward L. Moyers  (1993–1995) Chairman/C.E.O.

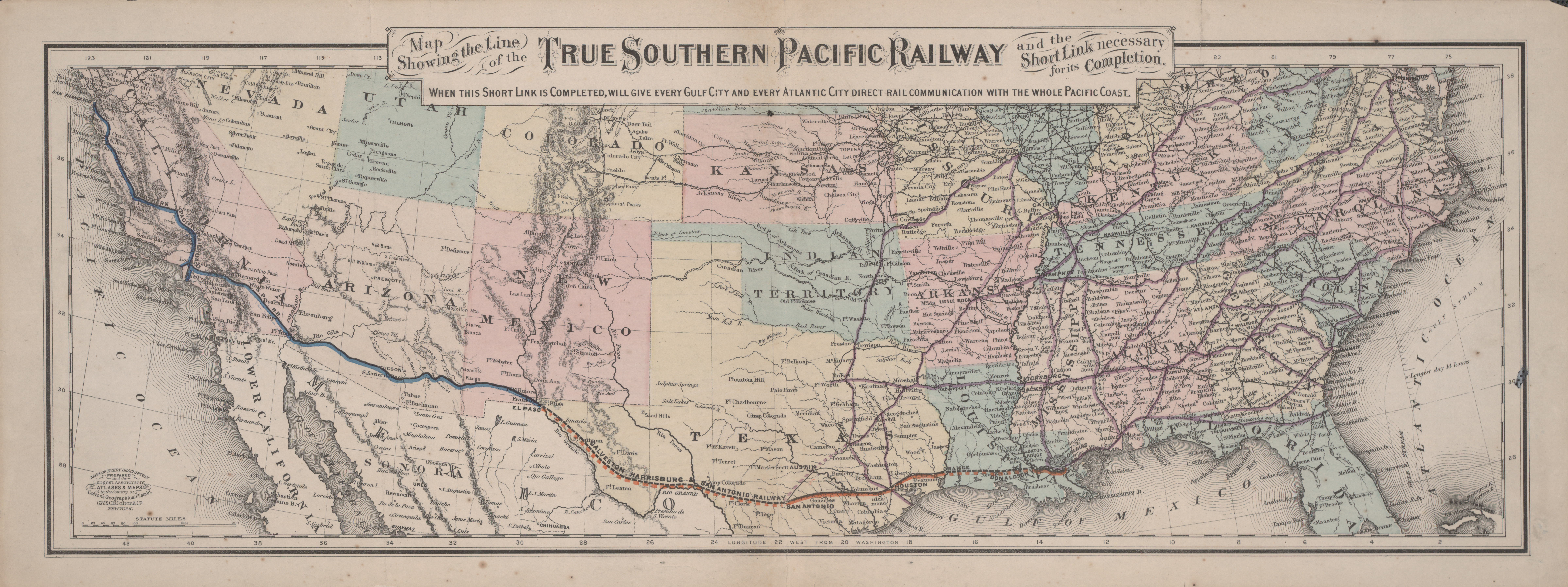
G. W. & C. B. Colton, Map Showing the Line of the True Southern Pacific Railway, circa 1881